# Andalucía Masters
El Andalucía Masters es un torneo de golf en el Tour Europeo. Se jugó por primera vez en 2010 en el Real Club Valderrama en Sotogrande, España. Se jugaba en el mismo lugar que el anterior Volvo Masters. Desde 2023, se disputa en el Real Club de Golf Sotogrande. La edición de 2012 se canceló, solo un mes antes de que comenzara el evento, ya que el nuevo gobierno local deseaba reducir los costos. El evento no regresó hasta 2017, cuando fue auspiciado por el campeón de 2011, Sergio García, que fue sede del Open de España en el mismo lugar en 2016.
En 2017, Sergio García se convirtió en el primer jugador en ganar el Andalucía Valderrama Masters en dos ocasiones.
En 2018, Sergio García gana el torneo por tercera vez consecutiva. El último hombre en ganar tres títulos consecutivos en el Circuito Europeo, sin contar las Series Mundiales de Golf, fue Ernie Els en el Heineken Classic de Australia entre 2002 y 2004. El último en hacerlo en Europa fue Colin Montgomerie, en el BMW PGA Championship entre 1998 y 2000.

## Ganadores
| Año                                  | Ganador                              | País                                 | Puntuación ganadora                  | A par                                | Margen de victoria                   | Subcampeón(es)                                                              |
| Estrella Damm N.A. Andalucía Masters | Estrella Damm N.A. Andalucía Masters | Estrella Damm N.A. Andalucía Masters | Estrella Damm N.A. Andalucía Masters | Estrella Damm N.A. Andalucía Masters | Estrella Damm N.A. Andalucía Masters | Estrella Damm N.A. Andalucía Masters                                        |
| ------------------------------------ | ------------------------------------ | ------------------------------------ | ------------------------------------ | ------------------------------------ | ------------------------------------ | --------------------------------------------------------------------------- |
| 2024                                 | Julien Guerrier                      | Francia                              | 267                                  | -21                                  | Playoff                              | Jorge Campillo                                                              |
| 2023                                 | Adrian Meronk                        | Polonia                              | 272                                  | -16                                  | 1 golpe                              | Matti Schmid                                                                |
| 2022                                 | Adrián Otaegui                       | España                               | 265                                  | -19                                  | 6 golpes                             | Joakim Lagergren                                                            |
| 2021                                 | Matt Fitzpatrick                     | Inglaterra                           | 278                                  | -6                                   | 3 golpes                             | Min Woo Lee Sebastian Söderberg                                             |
| 2020                                 | John Catlin                          | Estados Unidos                       | 286                                  | +2                                   | 1 golpe                              | Martin Kaymer                                                               |
| 2019                                 | Christiaan Bezuidenhout              | Sudáfrica                            | 274                                  | -10                                  | 6 golpes                             | Adrià Arnaus Eduardo de la Riva Michael Lorenzo-Vera Álvaro Quirós Jon Rahm |
| Andalucía Valderrama Masters         |                                      |                                      |                                      |                                      |                                      |                                                                             |
| 2018                                 | Sergio García (3)                    | España                               | 201                                  | −12                                  | 4 golpes                             | Shane Lowry                                                                 |
| 2017                                 | Sergio García (2)                    | España                               | 272                                  | −12                                  | 1 golpe                              | Joost Luiten                                                                |
| Andalucía Masters                    |                                      |                                      |                                      |                                      |                                      |                                                                             |
| 2012-16: No disputado                |                                      |                                      |                                      |                                      |                                      |                                                                             |
| 2011                                 | Sergio García                        | España                               | 278                                  | −6                                   | 1 golpe                              | Miguel Ángel Jiménez                                                        |
| Andalucía Valderrama Masters         |                                      |                                      |                                      |                                      |                                      |                                                                             |
| 2010                                 | Graeme McDowell                      | Irlanda del Norte                    | 281                                  | −3                                   | 2 golpes                             | Søren Kjeldsen Gareth Maybin Damien McGrane                                 |